# لمور پشمالو
لمور پشمالو (نام علمی: Avahi) نام یک سرده از تیره ایندیریان است. لمورهای پشمالو ۹ گونه از نخستی‌ها را شامل می‌شوند که به دلیل انرژی کم موجود در برگ درختان ماداگاسکاری که آن‌ها ازشان تغذیه می‌کنند، بیشتر وقتشان را در استراحت و به دور از حرکت به سر می‌برند.

## گونه‌ها
این سرده در حال حاضر شامل ۹ گونه است.:
- لمور پشمالوی شرقی, Avahi laniger
- لمور پشمالوی غربی, Avahi occidentalis
- لمور پشمالوی سامبیرانو, Avahi unicolor
- لمور پشمالوی بماراها, Avahi cleesei
- لمور پشمالوی پیریه‌را, Avahi peyrierasi
- لمور پشمالوی جنوبی, Avahi meridionalis
- لمور پشمالوی رامانانتاسوآوانا, Avahi ramanantsoavani
- لمور پشمالوی بتسیلو, Avahi betsileo
- لمور پشمالوی مور, Avahi mooreorum